# Hoa hậu Việt Nam 2006
Hoa hậu Việt Nam 2006 là cuộc thi Hoa hậu Việt Nam lần thứ 10, được tổ chức tại khu du lịch Vinpearl (Hòn Ngọc Việt), Nha Trang - Khánh Hòa với chủ đề Thân thiện. Cuộc thi diễn ra vào ngày 26 tháng 8 năm 2006. Cuối cùng, vương miện của cuộc thi thuộc về thí sinh Mai Phương Thúy, đến từ Hà Nội.

## Các danh hiệu

### Thứ hạng
| Kết quả                                         | Thí sinh                                   | Vị trí quốc tế                   |
| Hoa hậu Việt Nam 2006 (Miss World Vietnam 2006) | - Mai Phương Thúy                          | - Top 17 – Hoa hậu Thế giới 2006 |
| Á hậu 1                                         | - Lưu Bảo Anh                              |                                  |
| Á hậu 2                                         | - Lương Thị Ngọc Lan                       |                                  |
| Top 5                                           | - Phạm Thúy Trang - Nguyễn Thị Ngọc Anh    |                                  |
| Top 10                                          | - K'The - Trần Thanh Loan - Cao Thanh Hằng |                                  |
| Top 10                                          | - Trần Thị Hương Giang                     | - Top 16 – Hoa hậu Thế giới 2009 |
| Top 10                                          | - Phạm Thị Thùy Dương                      | - Tham dự – Hoa hậu Quốc tế 2007 |

## Top 34 thí sinh tham dự vòng chung kết
| STT | Họ tên               | Năm sinh | Chiều cao | Quê quán              | Thành tích                |
| --- | -------------------- | -------- | --------- | --------------------- | ------------------------- |
| 1   | Lưu Bảo Anh          | 1982     | 1m71      | Cần Thơ               | Á hậu 1                   |
| 2   | Mai Hải Anh          | 1988     | 1m63      | Khánh Hòa             |                           |
| 3   | Nguyễn Thị Ngọc Anh  | 1986     | 1m67      | Hải Phòng             | Top 5                     |
| 4   | Hoàng Ngọc Bích      | 1985     | 1m69      | Hà Nội                |                           |
| 5   | Phạm Thị Thùy Dương  | 1987     | 1m74      | Ninh Bình             | Top 10                    |
| 6   | Lê Thị Phương Giang  |          | 1m72      |                       |                           |
| 7   | Trần Thị Hương Giang | 1987     | 1m76      | Hải Dương             | Top 10                    |
| 8   | Nguyễn Thu Hà        | 1988     | 1m63      | Hà Nội                |                           |
| 9   | Cao Thanh Hằng       | 1988     | 1m65      | Hà Nội                | Top 10 Hoa hậu Ảnh        |
| 10  | Nguyễn Thị Thanh Hoa | 1988     | 1m66      | Hà Nội                |                           |
| 11  | Đỗ Thị Lan Hương     |          | 1m65      | Quảng Ninh            |                           |
| 12  | Lê Thu Hương         |          | 1m67      | Hà Nội                |                           |
| 13  | K'The                | 1986     | 1m70      | Đắk Lắk               | Top 10 Hoa hậu Thân thiện |
| 14  | Lương Thị Ngọc Lan   | 1985     | 1m68      | Thành phố Hồ Chí Minh | Á hậu 2                   |
| 15  | Vi Thị Lan           |          | 1m69      | Tuyên Quang           |                           |
| 16  | Đặng Huyền Lâm       |          | 1m65      | Thành phố Hồ Chí Minh |                           |
| 17  | Phạm Thị Thanh Loan  |          |           | Bình Định             |                           |
| 18  | Trần Thanh Loan      | 1987     | 1m69      | Thành phố Hồ Chí Minh | Top 10                    |
| 19  | Đàm Thị Lý           | 1982     | 1m70      | Lâm Đồng              | Hoa hậu Thể thao          |
| 20  | Vũ Thị Mai           |          |           | Hải Dương             |                           |
| 21  | Nguyễn Ngọc Minh     | 1982     | 1m72      | Sóc Trăng             |                           |
| 22  | Nguyễn Ngọc Thùy Nga | 1982     | 1m75      | Thành phố Hồ Chí Minh |                           |
| 23  | Nguyễn Thu Nga       | 1986     | 1m67      | Hải Phòng             |                           |
| 24  | Trịnh Thị Kim Phượng |          | 1m67      | Đắk Lắk               |                           |
| 25  | Trần Thị Quỳnh       | 1986     | 1m74      | Hải Phòng             |                           |
| 26  | Phạm Tâm Thanh       |          |           | Tuyên Quang           |                           |
| 27  | Trần Thị Kim Thanh   |          | 1m69      | Vĩnh Phúc             |                           |
| 28  | Nguyễn Thị Hồng Thắm | 1981     | 1m66      | Khánh Hòa             |                           |
| 29  | Mai Phương Thúy      | 1988     | 1m79      | Hà Nội                | Hoa hậu Việt Nam 2006     |
| 30  | Hoàng Lệ Trang       | 1988     | 1m68      | Khánh Hòa             | Hoa hậu Biển              |
| 31  | Phạm Thúy Trang      | 1988     | 1m69      | Thành phố Hồ Chí Minh | Top 5                     |
| 32  | Trần Diễm Trinh      | 1988     | 1m72      | Tiền Giang            |                           |
| 33  | Nguyễn Thị Tuyết Vân | 1985     | 1m65      | Cần Thơ               |                           |
| 34  | Nguyễn Thị Tú Yên    | 1984     | 1m70      | Đà Nẵng               |                           |

## Các giải thưởng phụ
| Giải phụ           | Thí sinh         |
| ------------------ | ---------------- |
| Hoa hậu Ảnh        | - Cao Thanh Hằng |
| Hoa hậu Biển       | - Hoàng Lệ Trang |
| Hoa hậu Thể thao   | - Đàm Thị Lý     |
| Hoa hậu Thân thiện | - K'The          |

## Phần thi ứng xử

### Mai Phương Thúy
- Câu hỏi: "Những lúc nào bạn cảm thấy thiếu tự tin nhất?"
- Trả lời: "Trong cuộc sống ai cũng muốn vươn tới vẻ đẹp hoàn thiện về nhân cách, hình thức để hoàn thiện và làm mình đẹp hơn. Khi em cảm thấy thiếu tự tin nhất chính là những lúc em chưa trang bị đầy đủ kiến thức mà mình cần. Việc trang bị đầy đủ các kiến thức sẽ giúp làm đẹp hơn vẻ đẹp Việt Nam, nhân cách Việt Nam".

### Lưu Bảo Anh
- Câu hỏi: "Điều gì quan trọng nhất trong cuộc sống của bạn?"
- Trả lời: "Trong xã hội ngày nay có nhiều sự cám dỗ về tinh thần và vật chất. Chính vì vậy, điều quan trọng nhất trong cuộc sống theo em là bản lĩnh. Có bản lĩnh giúp phân biệt và vượt qua được sự cám dỗ. Không đánh mất bản chất của người phụ nữ Việt Nam".

### Nguyễn Thị Ngọc Anh
- Câu hỏi: "Chủ đề của cuộc thi Hoa hậu Việt Nam năm nay là "Thân thiện". Vậy bạn có phải là người thân thiện không?"
- Trả lời: "Nhiều người nhận xét em là một con người thân thiện, nhưng cũng có những người lại không cho là vậy. Tuy nhiên, em vẫn luôn cố gắng, luôn cùng chia sẻ, cảm thông với mọi người bằng nụ cười, ánh mắt. Và em hy vọng qua đó mọi người sẽ hiểu và công nhận em là một con người thân thiện".

### Lương Thị Ngọc Lan
- Câu hỏi: "Nếu được nói một câu về nhân loại ngày nay, bạn sẽ nói gì?"
- Trả lời: "Thế giới và nhân loại ngày nay luôn tồn tại chiến tranh và hòa bình, bên cạnh những thiên tai, bão lụt của thiên nhiên và xung đột chúng ta hãy biết xem xét đâu là căn bản của mọi vấn đề, để từ đó giải quyết mà không làm ảnh hưởng đến quá trình phát triển chung của thế giới, không làm ảnh hưởng đến tình yêu của con người."

### Phạm Thúy Trang
- Câu hỏi: "Vì sao các cuộc thi Hoa hậu Việt Nam được hàng triệu người quan tâm?"
- Trả lời: "Cuộc thi Hoa hậu Việt Nam là cuộc thi tôn vinh cái đẹp. Cái đẹp luôn nhận được sự quan tâm của mọi người, đặc biệt trong cuộc sống ngày càng phát triển hiện nay, cái đẹp lại càng được quan tâm nhiều hơn. Đặc biệt, báo Tiền phong, với kinh nghiệm 10 lần tổ chức các cuộc thi Hoa hậu, đã ngày càng chuyên nghiệp hơn. Và ngày nay, cuộc thi Hoa hậu được truyền hình trực tiếp cũng tạo điều kiện thu hút nhiều hơn sự quan tâm của mọi người."

## Thông tin thí sinh
- Hoa hậu Mai Phương Thúy vào Top 3 thí sinh xuất sắc nhất khu vực châu Á Thái Bình Dương và lọt vào Top 17 cuộc thi Hoa hậu Thế giới 2006 tại Ba Lan.
- Á hậu 1 Lưu Bảo Anh là Hoa khôi Đồng Bằng Sông Cửu Long 2003.
- Á hậu 2 Lương Thị Ngọc Lan lọt vào top 10 & đoạt giải Làn da đẹp nhất Hoa hậu PNVN qua ảnh 2005, top 7 Phụ nữ thế kỷ 21 2006
- Nguyễn Thị Ngọc Anh là Hoa khôi Hải Phòng 2006.
- Phạm Thùy Trang lọt vào top 10 & đoạt giải Gương mặt khả ái cuộc thi Hoa hậu PNVN qua ảnh 2003 khi mới 15 tuổi.
- Phạm Thị Thùy Dương là Á khôi 1 Người đẹp Hà Nội - Việt Nam 2005, Giải Vàng Siêu mẫu Việt Nam 2005 khu vực phía Bắc, Siêu mẫu tài năng cuộc thi Siêu mẫu Việt Nam 2005 khu vực toàn quốc. Năm 2007 cô đại diện Việt Nam tham dự cuộc thi Hoa hậu Quốc tế.
- Trần Thị Hương Giang là Hoa hậu Hải Dương 2006. Năm 2004 cô lọt vào vòng chung khảo phía Nam Hoa hậu Việt Nam, năm 2005 cô đoạt giải Mái tóc đẹp nhất vào góp mặt trong Top 10 thí sinh đẹp nhất cuộc thi Hoa hậu Phụ nữ Việt Nam qua ảnh 2005. Năm 2007 cô đại diện Việt Nam tham dự cuộc thi Hoa hậu châu Á nhưng không được vào Top 10 người đẹp nhất. Năm 2009 cô đoạt giải Á hậu 2 cùng 2 giải phụ là Hoa hậu Ảnh + Miss Aodai cuộc thi Hoa hậu Việt Nam Toàn Cầu, sau đó cô đại diện Việt Nam tham dự cuộc thi Hoa hậu Thế giới 2009 được tổ chức tại Nam Phi, tại cuộc thi này trước khi lọt vào Top 16 người đẹp nhất trong đêm chung kết cô đã lọt vào Top 12 phần thi Hoa hậu Bãi biển và đoạt giải Á hậu 1 phần thi Hoa hậu Siêu mẫu.
- K'The là Á khôi 1 Người đẹp Tây Nguyên 2006, Top 6 Hoa hậu Quý Bà Việt Nam 2009 cùng giải phụ Người có đôi mắt đẹp nhất.
- Trần Thanh Loan tham dự cuộc thi Hoa hậu Việt Nam 2004 và lọt vào vòng chung kết, cô lọt vào top 15 cuộc thi Siêu mẫu Việt Nam 2005, Top 10 Hoa hậu Phụ nữ Việt Nam qua ảnh 2006 và đoạt giải Mái tóc đẹp nhất.
- Cao Thanh Hằng là Á Hoàng 1 cuộc thi Nữ hoàng trang sức Việt Nam 2005.
- Lê Thu Hương là Hoa khôi Áo dài Việt Nam 2005 khu vực phía Bắc.
- Hoàng Ngọc Bích lọt vào top 10 Hoa hậu Du lịch Việt Nam 2008.
- Hoàng Lệ Trang là Á khôi 1 Người đẹp Khánh Hoà 2008
- Nguyễn Thị Hồng Thắm lọt vào vòng bán kết Hoa hậu Việt Nam 2004, Á khôi 2 Người đẹp Khánh Hoà 2006.
- Trịnh Thị Kim Phượng là Á KHôi 2 Người đẹp Tây Nguyên 2006.
- Đàm Thị Lý là Hoa khôi Tây Nguyên 2006, Á hậu 2 Hoa hậu Quý Bà Việt Nam 2009
- Mai Hải Anh là Hoa khôi tỉnh Khánh Hoà 2006, Hình thể đẹp nhất Hoa hậu các dân tộc Việt Nam 2007.
- Đặng Huyền Lâm vào vòng bán kết Hoa hậu Việt Nam 2004.
- Nguyễn Ngọc Minh là Á hậu 2 Hoa hậu Nam Mekong 2007.
- Nguyễn Ngọc Thuỳ Nga từng vào Top 10 cuộc thi Tìm kiếm người mẫu thời trang châu Á 2002 (nay là Siêu mẫu Việt Nam).
- Trần Diễm Trinh lọt vào Top 10 & đoạt giải Hoa hậu Biển cuộc thi Hoa hậu Hoàn vũ Việt Nam 2008.
- Nguyễn Thị Tú Yên đoạt giải Hình thể đẹp nhất và lọt vào top 10 cuộc thi Hoa hậu PNVN qua ảnh 2006.
- Nguyễn Thị Tuyết Vân là Hoa khôi Tây Đô 2003, Á khôi 1 Hoa khôi Áo dài Việt Nam khu vực miền nam, Top 10 Hoa hậu Áo dài Việt Nam 2006.
- Trần Thị Kim Thanh là Hoa khôi Vĩnh Phúc 2006.
- Nguyễn Thu Nga là Á khôi 2 Hoa khôi Hải Phòng 2006.
- Phạm Tâm Thanh là Á khôi 1 Hoa khôi Tuyên Quang 2006, Á hậu 1 Hoa hậu Thể thao Việt Nam 2007.
- Vi Thị Lan là Hoa khôi Tuyên Quang 2006, vào vòng chung kết Hoa hậu Trang sức Việt Nam 2007.
- Trần Thị Quỳnh là Á khôi 1 Hoa khôi Hải Phòng 2006, Hoa hậu Thể thao Việt Nam 2007, đại diện Việt Nam tham dự cuộc thi Hoa hậu Quốc tế 2009 tại Trung Quốc, Hoa hậu Quý bà Thế giới 2013 và lọt vào Top 6 chung cuộc.
- Vũ Thị Mai là Á khôi 2 Hoa khôi Hải Dương 2006.
- Nguyễn Thu Hà đang là biên tập viên, MC của VTV, là BTV trẻ tuổi nhất lịch sử dẫn chương trình bản tin Thời sự 19h
- Phạm Thị Thanh Loan đã tham gia cuộc thi Hoa Hậu Thế Giới người Việt 2007 và Hoa hậu Trang sức Việt Nam 2007 nhưng đều dừng chân sau vòng sơ khảo.Top 40 Hoa Hậu những miền Đất Võ 2008 cùng giải phụ Người đẹp ăn ảnh.

## Dự thi quốc tế
| Cuộc thi                | Tên                  | Danh hiệu | Thứ hạng       | Giải thưởng đặc biệt                        |
| ----------------------- | -------------------- | --------- | -------------- | ------------------------------------------- |
| Miss World 2006         | Mai Phương Thúy      | Hoa hậu   | Top 17         | Top 20 National Costume                     |
| Miss World 2009         | Trần Thị Hương Giang | Top 10    | Top 16         | 1st Runner-up Top Model Top 12 Beach Beauty |
| Miss International 2007 | Phạm Thị Thùy Dương  | Top 10    | Không đạt giải | Miss International Image                    |
| Miss International 2009 | Trần Thị Quỳnh       | Top 34    | Không đạt giải | Không                                       |
| Mrs World 2013          | Trần Thị Quỳnh       | Top 34    | Top 6          | Không                                       |

### Miss Glandslam
(Giải thưởng Do Global Beauties bình chọn)
| Năm  | Đại diện             | Tỉnh thành | Thứ hạng        | Special Awards                                                                 |
| ---- | -------------------- | ---------- | --------------- | ------------------------------------------------------------------------------ |
| 2006 | Mai Phương Thúy      | Hà Nội     | Top 50          |                                                                                |
| 2009 | Trần Thị Hương Giang | Hải Dương  | Top 10 (Hạng 6) | Sexiest Woman Alive (Top 3) Face of the Year (Top 10) Miss GrandSlam Asia 2009 |